# Nicéforo Blemides
Nicéforo Blemides (en griego: Νικηφόρος Βλεμμύδης) fue una figura literaria bizantina del siglo XIII.
Nació en 1197 en Constantinopla como el segundo hijo de un médico. Después de la conquista de Constantinopla por las fuerzas de la Cuarta Cruzada en 1204, emigró a Asia Menor. Allí recibió una educación liberal en Prusa, Nicea, Esmirna y Escamandro. Blemides estudió medicina, filosofía, teología, matemáticas, astronomía, lógica y retórica. Cuando finalmente adquirió una carrera como clérigo, tomó parte activa en las controversias teológicas entre la Iglesia ortodoxa y la Iglesia católica, escribiendo tratados sobre la Procesión del Espíritu Santo, abogando por el uso occidental.
Blemides también fundó una escuela en la que enseñó a estudiantes como el príncipe Teodoro II Láscaris y Jorge Acropolita. En sus últimos años, Blemides se convirtió en un monje y se retiró a un monasterio que él mismo construyó en Éfeso. Murió en 1272.

## Obras publicadas
- Autobiographia (Curriculum Vitæ)
- Epistula universalior
- Epitome logica
- Epitome physica
- Expositio in Psalmos
- De processione Spiritus Sancti
- De regia pellice templo ejecta (La concubina real expulsada del templo)
- De regis oficiis (sobre los cargos reales)
- Laudatio Sancti Ioanni Evangelistae
- Orationes de vitae fine
- Regia statua
- Sermo ad monachos suos (Sermón a sus monjes)